# Fundación Centro Astrológico de Buenos Aires
La Fundación Centro Astrológico de Buenos Aires es una institución sin fines de lucro dedicada a la investigación, difusión y enseñanza de la astrología en Argentina.

## Historia
El Centro Astrológico de Buenos Aires (CABA) fue creado el 19 de abril de 1961. Logró un reconocimiento internacional en el mundo hispanoparlante por su publicación trimestral Astrología y sus intercambios con el resto de los países de habla inglesa, así como por haber sido el ámbito en que nació y se difundió el sistema Topocéntrico de casas, creado por Vendel Polich y Anthony Nelson Page. Fueron sucesivamente directores del centro su fundador Norbert Pákula (1961), Eloy Ricardo Dumón (1965), Rubí Leza (1991), Jerónimo (Jerry) Brignone (2000) y Alejandra Eusebi (2015).
El 18 de diciembre de 1991 se instituyó como fundación sin fines de lucro, con un constante crecimiento de sus cursos, ciclos de conferencias con entrada libre y gratuita, biblioteca pública y participación en congresos nacionales e internacionales. A más de 50 años de su creación, se cuentan por miles las personas que pasaron por sus aulas y cientos los graduados de su carrera formativa. En 2007 creó un Posgrado para sus egresados que ya cuentan con un título universitario o terciario y ese mismo año comenzó a realizar anualmente sus muy concurridas Jornadas intensivas abiertas a toda la comunidad astrológica. 
La revista española Mercurio-3 publicó en 1994 el programa de estudios de la fundación como un modelo a seguir y en 2011 la International Society for Astrological Research (ISAR) la certificó como uno de los pocos organismos en el mundo que cumplían con sus elevados requisitos de exigencia educativa astrológica.